# Toona
Toona sind eine Pflanzengattung in der Familie der Mahagonigewächse (Meliaceae). Die vier oder fünf Arten sind von Afghanistan und östlichen Pakistan bis Indien und China bis Südostasien, Malesien, Neubritannien und östlichen Australien verbreitet.

## Beschreibung

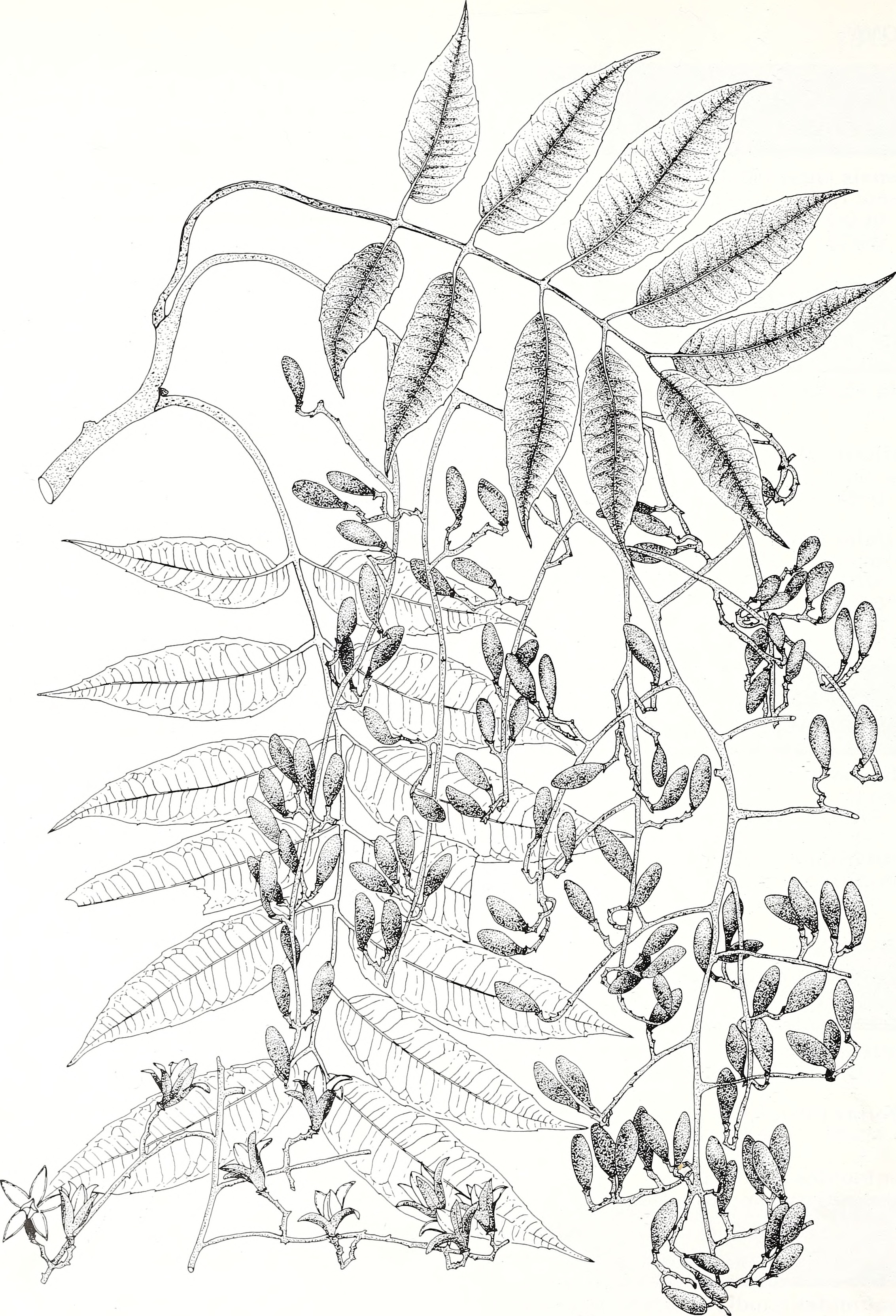
Illustration aus A catalog of cultivated woody plants of the southeastern United States, 1994 von Toona ciliata

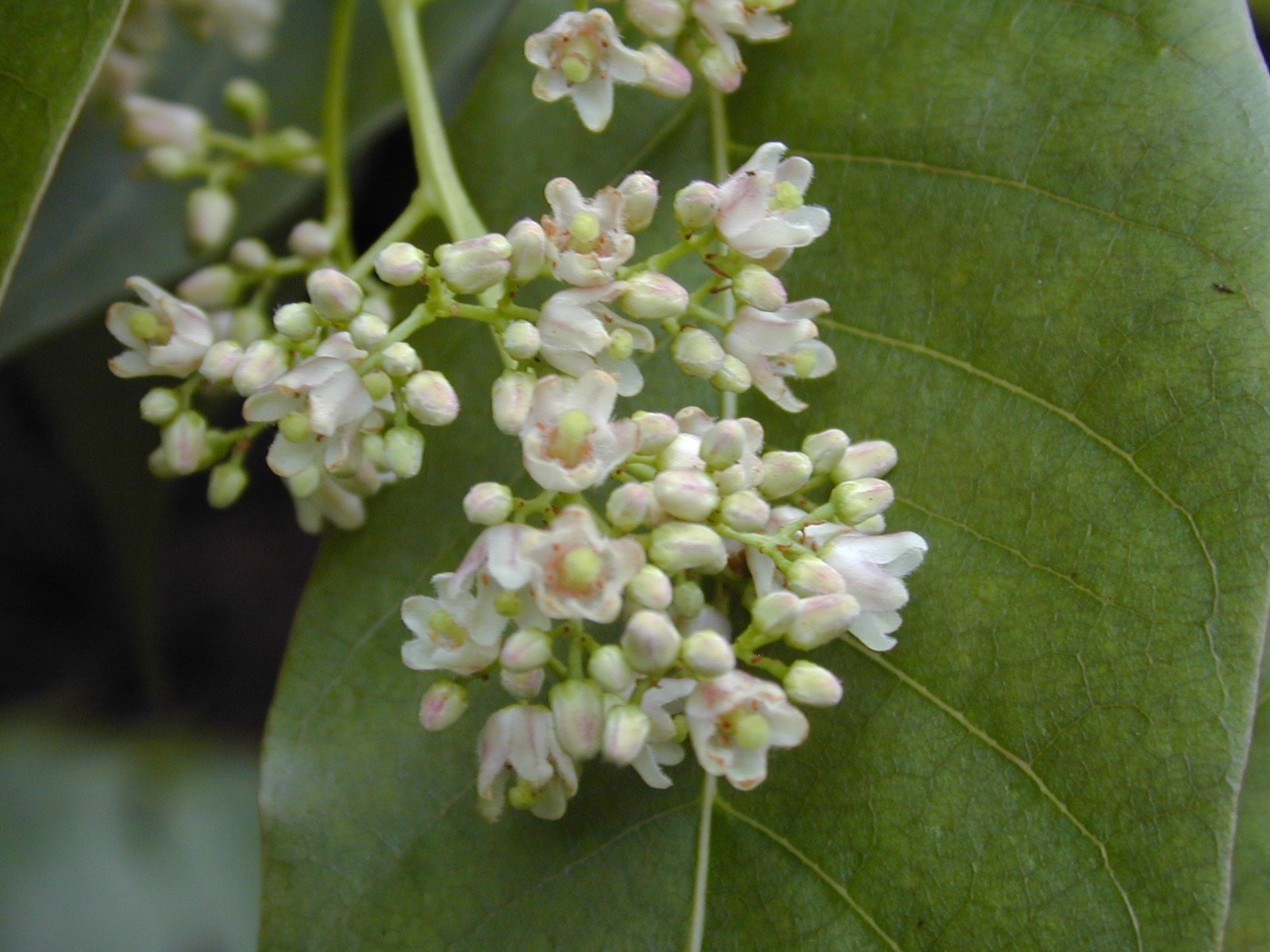
Blütenstand von Toona ciliata

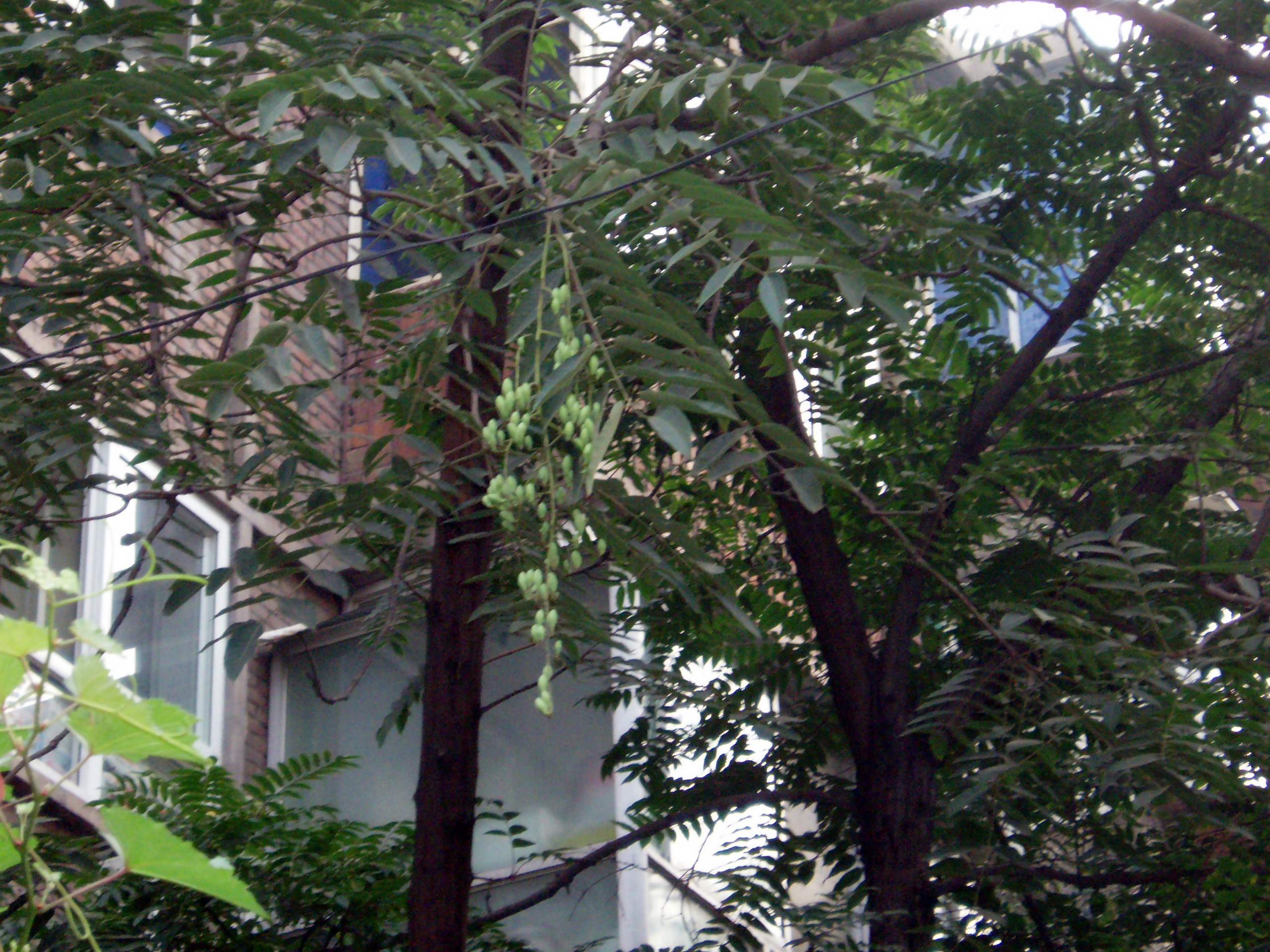
Chinesischer Surenbaum (Toona sinensis)

### Vegetative Merkmale
Toona-Arten wachsen als Bäume und erreichen Wuchshöhen von bis zu 50 Metern.
Die wechselständig und spiralig an den Zweigen angeordneten Laubblätter sind in Blattstiel sowie Blattspreite gegliedert. Die gefiederte Blattspreite ist bis 120 Zentimeter lang. Die Blattrhachis ist oft rötlich und kahl oder weich behaart. Die Fiederblätter sind bei einer Länge von bis 22 Zentimetern sowie einer Breite von bis zu 5,6 Zentimetern schmal-lanzettlich bis linealisch-lanzettlich mit asymmetrischer Spreitenbasis und zugespitztem oberen Ende. Der Blattrand ist gesägt oder selten glatt.

### Generative Merkmale
Die Toona-Arten sind einhäusig getrenntgeschlechtig (monözisch). Am Ende der Zweige, also endständig, wird ein hängender, 30 bis zu 100 Zentimeter langer, rispiger Blütenstand gebildet. Die Blütenstandsachse ist weich oder zottig mit kurzen angedrückten oder ausgebreiteten, einfachen Trichomen behaart oder verkahlend.
Die eingeschlechtigen Blüten sind fünfzählig mit doppelter Blütenhülle und relativ klein. Die fünf freien Kelchblätter sind außen kahl und am Rand bewimpert; sie bilden einen becherförmigen Blütenkelch. Die fünf freien, weißen oder schwachrosafarben getönten Blütenkronblätter sind außen kahl und am Rand nicht bewimpert. Das kahle Androgynophor enthält meist bis zu fünf Staminodien. Die kahlen Staubfäden sind bei männlichen Blüten 1,3 bis 1,8 Millimeter lang und bei weiblichen Blüten 1 bis 1,5 Millimeter lang. Der orangefarbene, kahle Diskus besitzt einen Durchmesser von 1 bis 1,5 Millimetern, ist gelappt und die Staubblätter entspringen unmittelbar dem Diskuslappen. Fünf Fruchtblätter sind zu einem kahlen Fruchtknoten verwachsen. Je Fruchtknotenkammer sind bis zu sechs Samenanlagen enthalten.
Die Kapselfrüchte enthalten mehrere Samen. Die Samen an einem sind Ende geflügelt.

## Nutzung
Toona sinensis ist die kältetoleranteste Art der Familie. Sie kommt in China bis zu 40°N im Gebiet von Peking vor, wo die schlanken Zweige, "xiangchun" (chinesisch 香椿, Pinyin xiāngchūn), als Gemüse und für die Zubereitung von Medizin genutzt werden.

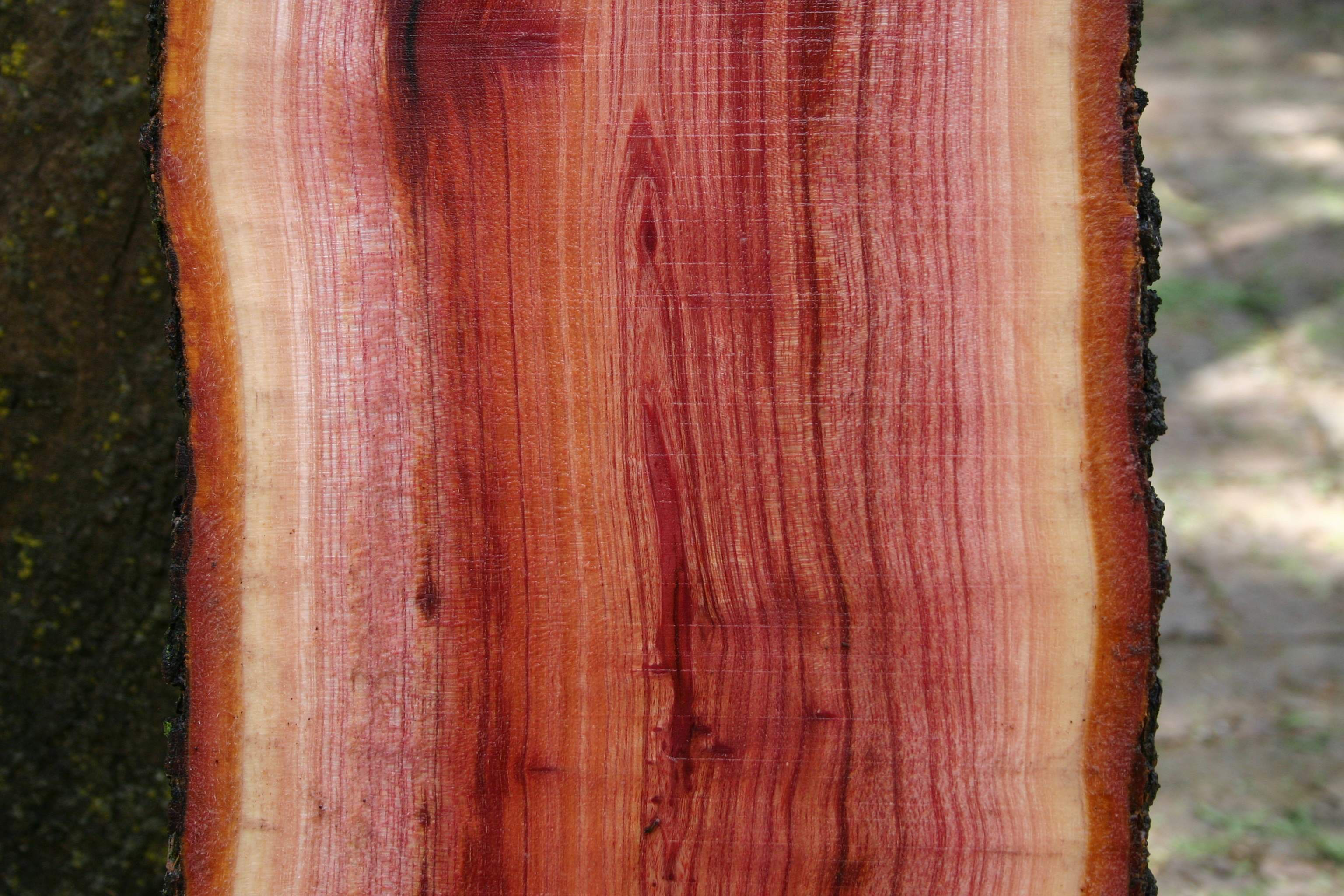
Holz von Toona ciliata

### Holz
Toona-Arten verfügen über Holz mit charakteristischen Eigenschaften, die ersten Proben hielt man für Holz einer Nadelbaumart.
Toona ciliata ist ein wichtiger Holzlieferant. Ihr Hartholz wird zur Herstellung von Möbeln, Holzverkleidungen, im Schiffsbau und im Musikinstrumentenbau benutzt. Sitar, Rudra vina, Sarangi und verschiedene Trommeln werden traditionell aus ihrem Holz gefertigt. Aufgrund der Einfuhrbeschränkungen für andere Mahagoniarten gewann das Holz von Toona ciliata auch große Bedeutung beim Bau von E-Gitarren.

## Standortbedingungen
Toona-Arten gedeihen in Wäldern unterschiedlicher Entwicklung vom Primär-, Sekundär- bis  gestörten Wald. Sie kommen von 0 bis 2900 Metern vor (Toona sinensis kommt in China und Malesien nur bis 2000 Meter vor). Toona calcicola kommt im nordöstlichen Thailand nur über Kalkstein (daher das Artepitheton) vor.

## Systematik und Verbreitung
Den Rang einer Gattung Toona (Endl.) M.Roem. hat sie 1846 durch Max Joseph Roemer in Familiarum Naturalium Regni Vegetabilis Synopses Monographicae, 1, Seite 131, 139 erhalten.
Früher wurden diese Arten in die Gattung Cedrela eingeordnet, aber diese Gattung ist  auf die neotropischen Arten beschränkt.
Die vier oder fünf Toona-Arten sind von Afghanistan und östlichen Pakistan bis Indien und China bis Südostasien, Malesien, Neubritannien und östlichen Australien verbreitet. Toona  ciliata ist in manchen Ländern wie Malawi eine invasive Pflanzenart.
Es gibt vier oder fünf Arten in der Gattung Toona:
- Kalantas, Philippinischer Mahagoni, Philippinische Zeder (Toona calantas Merr. & Rolfe)[6]: Sie kommt auf den Philippinen vor.[7]
- Toona calcicola Rueangr. et al.: Sie wurde 2015 erstbeschrieben und gedeiht nur über Kalkstein im nordöstlichen Thailand.[1]
- Indischer Mahagoni, Australische Red Cedar (Toona ciliata M.Roem., Synonym: Toona australis)[8]: Er kommt in Asien und in Australien vor und ist in Afrika, Südamerika und auf Hawaii ein Neophyt.[7]
- Chinesischer Surenbaum, Chinesischer Gemüsebaum, Chinesischer Mahagoni, Chinese toon (Toona sinensis (A.Juss.) M.Roem.): Er kommt in Pakistan, Indien, Bhutan, Nepal, Indonesien, Malaysia, Laos, Myanmar, Thailand und in China vor.[7]
- Indonesischer Mahagoni, Suren (Toona sureni (Blume) Merr., Syn.: Toona febrifuga): Er kommt in Indien, Nepal, Bhutan, Laos, Myanmar, Thailand, Indonesien, Malaysia, China und in Papua-Neuguinea vor.[7]

## Trivialnamen
Als englischsprachiger Trivialname ist redcedar bekannt (auch: toon, tun)